# Росман, Мария
Мария Росман (исп. María Rozman; род. 18 марта 1971, Санта-Крус-де-Тенерифе, Канарские острова) — испанская ведущая и журналист, обладательница трёх премий «Эмми», Международной академии телевизионных искусств и науки США и премии Табурьенте.

## Биография

### Образование
Росман училась в Университете Ла-Лагуна на Тенерифе, где несколько лет изучала право. Она имеет учёную степень в области коммуникационных наук и диплом в области бизнес-искусства.

### Карьера
Мария работала в Telemundo директором отдела новостей в Вашингтоне, Мэриленде и Вирджинии. Также на CNN Español, где была номинирована на национальную премию «Эмми» (всего у неё 8 номинаций), а ранее на Telemundo Denver в качестве руководителя новостей и ведущей новостей. Кроме того, Мария работала в качестве ведущего новостей Univision в Денвере. Росман брала интервью у 44-го президента США Барака Обамы в 2012 и 2013 годах, став единственной испанкой, которая дважды брала интервью у президента США.
Она также была директором программ на испанском языке в Центре радиовещания Огайо, школе радио и телевидения.
В 2018 и 2019 годах Мария Росман была ведущей в своём родном городе Санта-Крус-де-Тенерифе.
С 2022 года она работает директором Atlántico Televisión, первого регионального частного телеканала на Канарских островах.